# مضمار سوتشي للسيارات

مسار مضمار سوتشي للسيارات

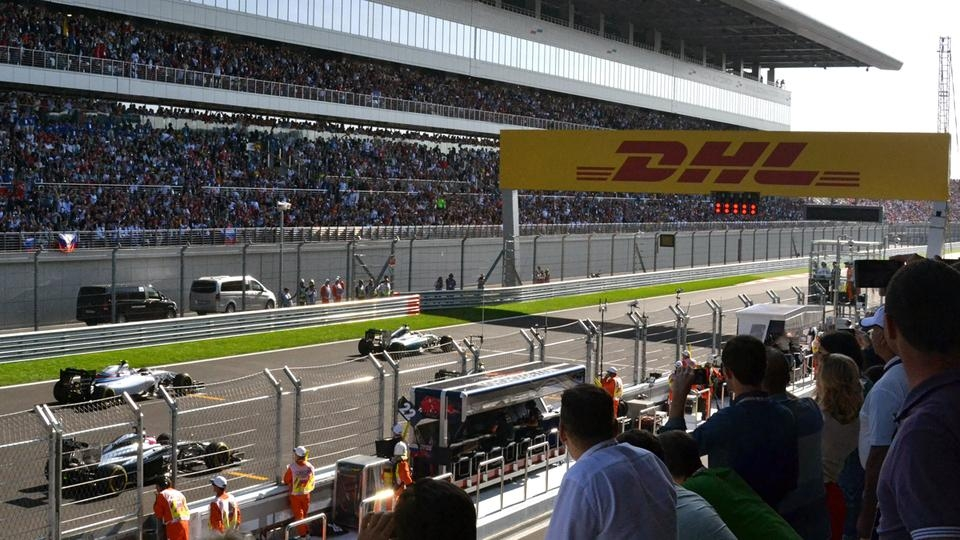
خط الانطلاق

مضمار سوتشي للسيارات  ((بالروسية: Сочи Автодром)‏) ، والمعروف سابقا باسم حلبة شوارع سوتشي الدولية. وحلبة حديقة سوتشي الأولمبية،  هو مضمار بطول 5.848 كم لسباقات سيارات الفورمولا واحد، على شوارع مدينة سوتشي الواقعة على البحر الاسود في كراسنودار كراي في روسيا.
وهي شبيهة لحلبة سيدني الأولمبية كونها تجري ضمن محيط حديقة المجمع الأولمبي. وهو المجمع الذي استضاف دورة الألعاب الأولمبية الشتوية لعام 2014 في سوتشي، واستضافت الحلبة السباق الافتتاحي لجائزة روسيا الكبرى لعام 2014.
استضافت الحلبة أيضا سباق السلسلة العالمية لسباقات السيارات السياحية في يونيو عام 2015، والسلسلة الروسية لسباقات السيارات السياحية.
وتعتبر الحلبة ثالث أطول حلبة ضمن حلبات تقويم الفورمولا واحد بطول 5,848 كم،  وقد تم بناء الحلبة حول الحديقة الأولمبية في سوتشي، وهو الجزء الساحلي من مجموعة الملاعب الاولمبية التي بنيت لإستضافة الألعاب الاولمبية الشتوية لعام 2014، بجانب استاد الفشت الأولمبي حيث جرت مراسم الافتتاح والاختتام.